# Ziper (mort en 547)
Pour les articles homonymes, voir Ziper.
Ziper est un officier de garde byzantin (armiger) du vie siècle, actif pendant le règne de l'empereur Justinien (527-565). Sous le général Jean Troglita, il participe à l'expédition hivernale de 546/547 qui entraîne la défaite du chef berbère Antalas ; il a causé la mort du chef de tribu Ialdas. À l'été 547, Ariarith et lui incitent Troglita à se battre dans la désastreuse bataille de Marta, où il combat aux côtés de Solumuth. Il est tué pendant le combat.